# Гуков, Евгений Григорьевич
Евгений Григорьевич Гуков (8 октября 1934 года, Ленинград, РСФСР, СССР — 25 апреля 1994 года, Санкт-Петербург, РФ) — советский и российский художник-постановщик. Заслуженный художник Российской Федерации (1994).

## Биография
В 1968 году окончил факультет культурно-просветительской работы Ленинградский государственный институт культуры им. Н. К. Крупской по специальности «Режиссёр самодеятельного театрального коллектива». Работал на киностудии «Леннаучфильм». С 1962 года — художник-постановщик киностудии «Ленфильм». За годы работы на которой, как художник-постановщик, оформил более трёх десятков кинокартин.
Умер 25 апреля 1994 года.

## Фильмография
- 1965 — Авария  (декорации) (Режиссёры-постановщики: Александр Абрамов, Наум Бирман)
- 1966 — Республика ШКИД  (совместно с Николаем Суворовым) (Режиссёр-постановщик: Геннадий Полока)
- 1967 — День солнца и дождя  (совместно с Александром Компанейцем) (Режиссёр-постановщик: Виктор Соколов)
- 1968 — Мёртвый сезон  (Режиссёр-постановщик: Савва Кулиш)
- 1969 — Рокировка в длинную сторону  (Режиссёр-постановщик: Владимир Григорьев)
- 1970 — Миссия в Кабуле  (Режиссёр-постановщик: Леонид Квинихидзе)
- 1972 — Дела давно минувших дней…  (Режиссёр-постановщик: Владимир Шредель)
- 1972 — Учитель пения  (Режиссёр-постановщик: Наум Бирман)
- 1973 — Я служу на границе  (Режиссёр-постановщик: Наум Бирман)
- 1974 — Сержант милиции  (ТВ) (Режиссёр-постановщик: Герберт Раппапорт)
- 1976 — Двадцать дней без войны  (Режиссёр-постановщик: Алексей Герман)
- 1977 — Беда  (Режиссёр-постановщик: Динара Асанова)
- 1977 — Вторая попытка Виктора Крохина  (совместно с Михаилом Герасимовым) (Режиссёр-постановщик: Игорь Шешуков)
- 1978 — Ярославна, королева Франции  (Режиссёр-постановщик: Игорь Масленников)
- 1979 — Последняя охота  (Режиссёр-постановщик: Игорь Шешуков)
- 1980 — Ты должен жить  (Режиссёр-постановщик: Владимир Чумак)
- 1982 — Пространство для манёвра  (ТВ) (Режиссёр-постановщик: Игорь Шешуков)
- 1982 — Таможня  (Режиссёр-постановщик: Александр Муратов)
- 1983 — Гори, гори ясно…  (ТВ) (Режиссёр-постановщик: Аян Шахмалиева)
- 1984 — Подслушанный разговор  (Режиссёр-постановщик: Сергей Потепалов)
- 1984 — Преферанс по пятницам  (Режиссёр-постановщик: Игорь Шешуков)
- 1985 — Контракт века  (Режиссёр-постановщик: Александр Муратов)
- 1986 — Красная стрела  (Режиссёры-постановщики: Искандер Хамраев, Игорь Шешуков)
- 1987 — Моонзунд  (Михаилом Герасимовым) (Режиссёр-постановщик: Александр Муратов)
- 1988 — Крик о помощи  (ТВ) (Режиссёр-постановщик: Сергей Потепалов)
- 1989 — Сто солдат и две девушки  (совместно с Борисом Бурмистровым, Владиславом Орловым) (Режиссёр-постановщик: Сергей Микаэлян)
- 1990 — Палач  (Режиссёр-постановщик: Виктор Сергеев)
- 1990 — Страсти по Владимиру  (ТВ) (Режиссёр-постановщик: Марк Розовский)
- 1991 — Гений  (Режиссёр-постановщик: Виктор Сергеев)
- 1992 — Прекрасная незнакомка  (Россия/Польша) (Режиссёр-постановщик: Ежи Гофман)
- 1992 — Странные мужчины Семёновой Екатерины  (совместно с Борисом Порошиным) (Режиссёр-постановщик: Виктор Сергеев)
- 1993 — Барабаниада  (СССР/Франция) (совместно с Виктором Ивановым) (Режиссёр-постановщик: Сергей Овчаров)
- 1993 — Грех. История страсти  (Режиссёр-постановщик: Виктор Сергеев)

## Признание и награды
- 1988 — Серебряная медаль им. А. Довженко (фильм «Моонзунд»)
- 1991 — Конкурс профессиональных премий киностудии «Ленфильм» и Ленинградского отделения СК (Премия имени Е. Енея за лучшую работу художника, фильм «Гений»)
- 1994 — Заслуженный художник Российской Федерации